# 滕口水库
滕口水库是中国河南省平顶山市汝州市境内的一座水库，位于雁子河上，建于1978年。水库正常库容为432万立方米，集雨面积为44平方千米，海拔为357米。